# Grześ (sieć sklepów)
Grześ – polska sieć sklepów spożywczych, zajmujących się sprzedażą detaliczną, założona w 2005 roku. W 2023 roku sieć posiadała 66 sklepów zlokalizowanych na terenie województw dolnośląskiego, wielkopolskiego, opolskiego oraz łódzkiego. Siedziba przedsiębiorstwa znajduje się w Sycowie, w województwie dolnośląskim.